# Tangled Up in Blue
Tangled Up In Blue är en låt skriven av Bob Dylan 1975, och kom först ut på det prisade albumet Blood on the Tracks. 
Låtens handling har oftast blivit förklarad som livet med Dylans fru Sara Lownds. Paret hade, en tid innan låten skrevs, separerat och det är mycket i texten som visar tecken på förlorad kärlek:
She turned around to look at me
As I was walkin' away
I heard her say over my shoulder
We'll meet again someday on the avenue,
och
We always did feel the same,
We just saw it from a different point of view,
Tangled up in blue.
Dylan berättade om denna sorts låtskrivande i en intervju 1978: "Skillnaden från denna sortens text är att lyriken är på något sätt kodad, och det finns ingen tid. Det finns ingen respekt för den. Man har igår, idag och imorgon i samma rum, och det är väldigt lite som du inte kan föreställa dig inte hända."
Tidningen Rolling Stone utnämnde "Tangled Up In Blue" som världens 68:e bästa låt.

## Album
- Blood on the Tracks - 1975
- Real Live - 1984
- Biograph - 1985
- The Bootleg Series Volumes 1-3 (Rare & Unreleased) 1961-1991 - 1991
- Bob Dylan's Greatest Hits Volume 3 - 1994
- The Essential Bob Dylan - 2000
- The Best of Bob Dylan - 2000
- The Bootleg Series Vol. 5: Bob Dylan Live 1975, The Rolling Thunder Revue - 2002
- Dylan - 2007